# Parafia św. Augustyna w Ciechanowicach
Parafia pw. Świętego Augustyna w Ciechanowicach – znajduje się w dekanacie Kamienna Góra Wschód w diecezji Legnickiej. Jej proboszczem jest ks. Krzysztof Słotwiński. Erygowana 2 lutego 1976 r. z podziału parafii Niepokalanego Serca NMP w Marciszowie. 

## Zasięg parafii
Do parafii należą wierni z miejscowości: Ciechanowice, Wieściszowice, Orlina, Przybkowice i Miedzianka.

## Proboszczowie po 1945 r.[1]
- 1. ks. Jan Łazaryszczak - w 31.12.1974 r. zamianowany rektorem kościoła św. Augustyna w Ciechanowicach, w 2.02.1976 administratorem nowoerygowanej parafii, aż do 25.06.1980 r.[2].
- 2. ks. Anatol Sahajdak 1981 - 1991
- 3. ks. Bolesław Wasil 1991 - 1997
- 4. ks. Roman Borecki 1997 - 2003
- 5. ks. Edward Rychel 2003 - 2012
- 6. ks. Ludwik Solecki 2012 - 2019
- 7. ks. Krzysztof Słotwiński 2019 -

## Powołania po 1945 r.
- ks. Ireneusz Wójs
- ks. Krzysztof Czadowski